# Briarwood (Dakota du Nord)
Pour les articles homonymes, voir Briarwood.
La ville américaine de Briarwood est située dans le comté de Cass, dans l’État du Dakota du Nord. Elle comptait 17 habitants lors du recensement de 2010.

## Histoire
Briarwood a été fondée en 1973. C’est une banlieue de Fargo.

## Démographie
| 1980 | 1990 | 2000 | 2010 | - | - |
| ---- | ---- | ---- | ---- | - | - |
| 47   | 88   | 78   | 73   | - | - |

## Source
- (en) Cet article est partiellement ou en totalité issu de l’article de Wikipédia en anglais intitulé « Briarwood, North Dakota » (voir la liste des auteurs).